# Welcome to Strangeland
Albums de Tech N9ne
All 6's and 7's
(2011) Klusterfuk
(2012)
Welcome to Strangeland est le treizième album studio du rappeur Tech N9ne, sorti le 8 novembre 2011, et le quatrième de la série Collabos.
L'album s'est classé 3e au Top Rap Albums, 4e au Top R&B/Hip-Hop Albums et au Top Independent Albums, 15e au Top Digital Albums et 21e au Billboard 200.

## Liste des titres
| No  | Titre                                                        | Contient un (des) sample(s) de | Durée |
| --- | ------------------------------------------------------------ | ------------------------------ | ----- |
| 1.  | Stars                                                        | Strangeland de Tech N9ne       | 3:46  |
| 2.  | Welcome to Strangeland (featuring Krizz Kaliko)              |                                | 2:58  |
| 3.  | Unfair (featuring Ces Cru & Krizz Kaliko)                    |                                | 5:14  |
| 4.  | Kocky (featuring Jay Rock et Kutt Calhoun)                   |                                | 4:15  |
| 5.  | Who Do I Catch                                               |                                | 4:18  |
| 6.  | My Favorite (featuring Brotha Lynch Hung et Prozak)          |                                | 4:20  |
| 7.  | Retrogression (featuring ¡Mayday!)                           |                                | 4:14  |
| 8.  | Bang Out (featuring 816 Boyz)                                | Hunterish de Tech N9ne         | 4:39  |
| 9.  | Beautiful Music                                              |                                | 4:13  |
| 10. | Won't You Come Dirty (featuring Stevie Stone et Young Bleed) |                                | 3:48  |
| 11. | Sad Circus (featuring Brotha Lynch Hung et Courtney Kuhnz)   |                                | 3:47  |
| 12. | The Noose (featuring ¡Mayday!)                               |                                | 4:59  |
| 13. | Slave (featuring Krizz Kaliko et Kutt Calhoun)               |                                | 4:35  |
| 14. | Overwhelming (featuring Jay Da 3rd)                          |                                | 5:41  |
| 15. | Gods (featuring Krizz Kaliko et Kutt Calhoun)                |                                | 5:02  |

| 16. | I Need a Drink                                                                                           | 2:18 |
| 17. | The Real Thing (featuring Liz Suwandi)                                                                   | 3:06 |
| 18. | EMJ (featuring Irv da Phenom, Kutt Calhoun, ¡Mayday!, Stevie Stone, Jay Rock, Krizz Kaliko et Magnum PI) | 6:41 |